# IC 1251
IC 1251 ist eine spiralförmige Radiogalaxie vom Hubble-Typ Sc im Sternbild Drache am Nordsternhimmel. Sie ist schätzungsweise 63 Millionen Lichtjahre von der Milchstraße entfernt und hat einen Durchmesser von etwa 80.000 Lichtjahren. Vom Sonnensystem aus entfernt sich die Galaxie mit einer errechneten Radialgeschwindigkeit von näherungsweise 1.200 Kilometern pro Sekunde.
Das Objekt wurde am 18. September 1890 von Edward Swift entdeckt.

## Galaktisches Umfeld

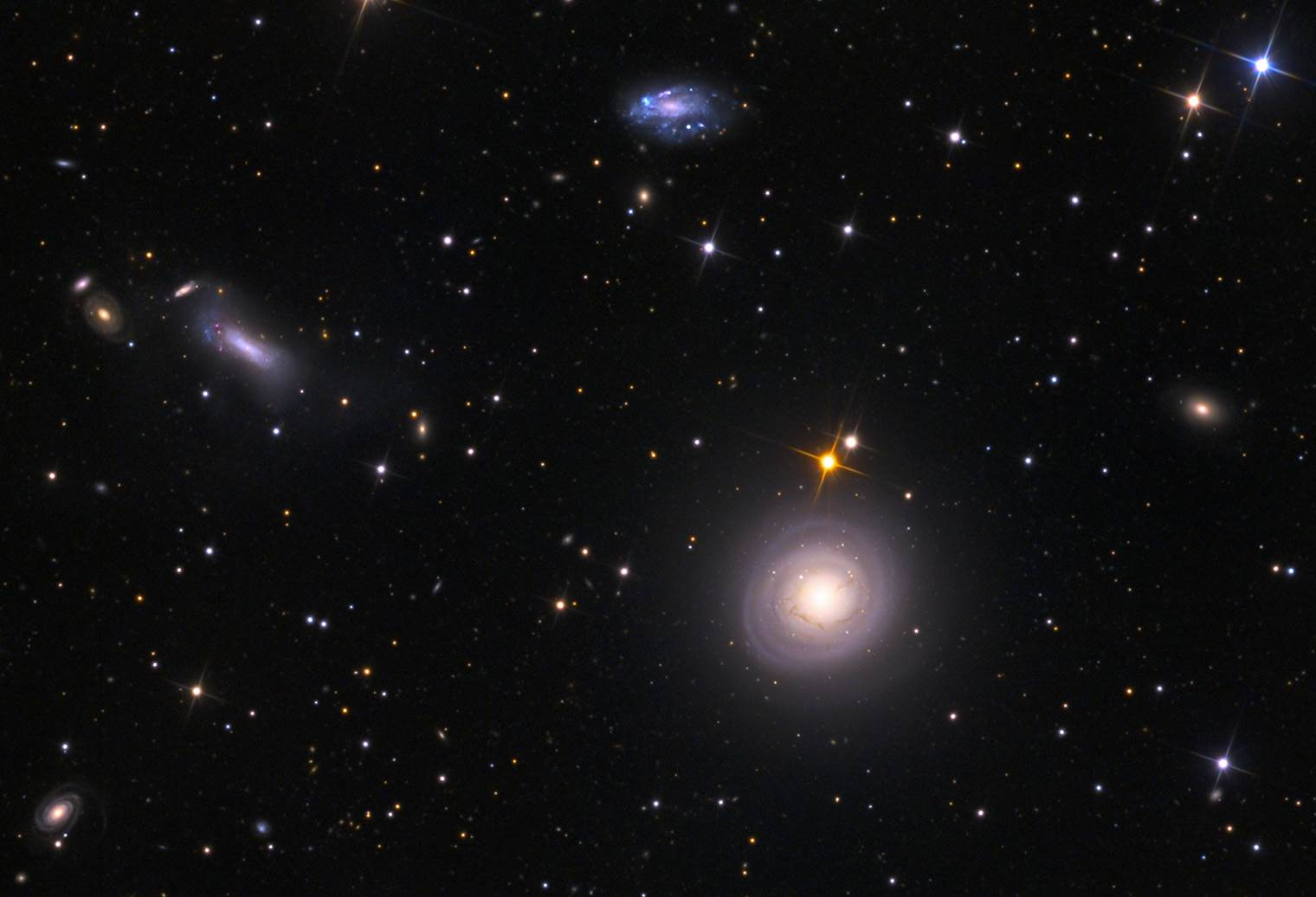
NGC 6340 (m), LEDA 2748953 (lu), IC 1254 (l), IC 1251 (o), LEDA 59705 (r) (Mount-Lemmon-Observatorium)

| Nr. | Galaxie                 | Alternativname            | Rek           | Dek           | Distanz/asec |
| --- | ----------------------- | ------------------------- | ------------- | ------------- | ------------ |
| →   | IC 1251                 | LEDA/PGC 59735            | 17h10m12.899s | +72d24m37.84s | 0            |
| 1   | IC 1254                 | LEDA/PGC 59783            | 17h11m33.41s  | +72d24m07.2s  | 364.61       |
| 2   | NGC 6340                | LEDA/PGC 59742            | 17h10m24.845s | +72d18m15.96s | 386.35       |
| 3   | 2MASX J17113906+7225063 | NSA 147792                | 17h11m38.630s | +72d25m05.50s | 389.96       |
| 4   | LEDA/PGC 59705          | NSA 147765                | 17h09m14.702s | +72d18m22.02s | 461.17       |
| 5   | LEDA/PGC 2748953        | 2MASX J17123410+7219483   | 17h12m34.192s | +72d19m48.74s | 702.89       |
| 6   | LEDA/PGC 59847          | 2MASX J17125019+7224133   | 17h12m50.149s | +72d24m13.27s | 712.08       |
| 7   | LEDA/PGC 59839          | 2MASX J17125374+7228314   | 17h12m53.634s | +72d28m31.12s | 762.09       |
| 8   | LEDA/PGC 2748159        | 2MASX J17094791+7212034   | 17h09m47.986s | +72d12m03.87s | 763.43       |
| 9   | LEDA/PGC 2750394        | NSA 147798                | 17h11m57.138s | +72d34m55.10s | 774.52       |
| 10  | 2MASX J17124704+7231202 | WISEA J171247.05+723120.0 | 17h12m47.07s  | +72d31m20.1s  | 802.73       |
| 11  | LEDA/PGC 2748918        | 2MASX J17130336+7219285   | 17h13m03.33s  | +72d19m28.5s  | 832.84       |
| 12  | LEDA/PGC 2749002        | 2MASX J17131740+7220156   | 17h13m17.410s | +72d20m15.30s | 877.50       |
| 13  | LEDA/PGC 59812          | 2MASX J17120128+7238514   | 17h12m01.354s | +72d38m51.30s | 981.88       |
| 14  | LEDA/PGC 2750584        | 2MASX J17124078+7236562   | 17h12m40.699s | +72d36m55.82s | 994.20       |